# Валігури
Валігу́ри (до 2009 — Валигори) — село в Україні, у Почаївській міській громаді Кременецького району Тернопільської області. Розташоване на заході району. До 2020 підпорядковане Будківській сільській раді.
До села приєднано хутір Каплуни. Населення — 248 осіб (2003).

## Історія
Перша писемна згадка — І половина 16 століття.
На 1936 рік село входило до ґміни Бережці Кременецького повіту.
12 червня 2020 року, відповідно до розпорядження Кабінету Міністрів України № 724-р «Про визначення адміністративних центрів та затвердження територій територіальних громад Тернопільської області», увійшло до складу Почаївської міської громади.
19 липня 2020 року, в результаті адміністративно-територіальної реформи та ліквідації Кременецького (1940-2020) району, село увійшло до складу новоутвореного Кременецького району.

## Соціальна сфера
Діють клуб, бібліотека.

## Галерея

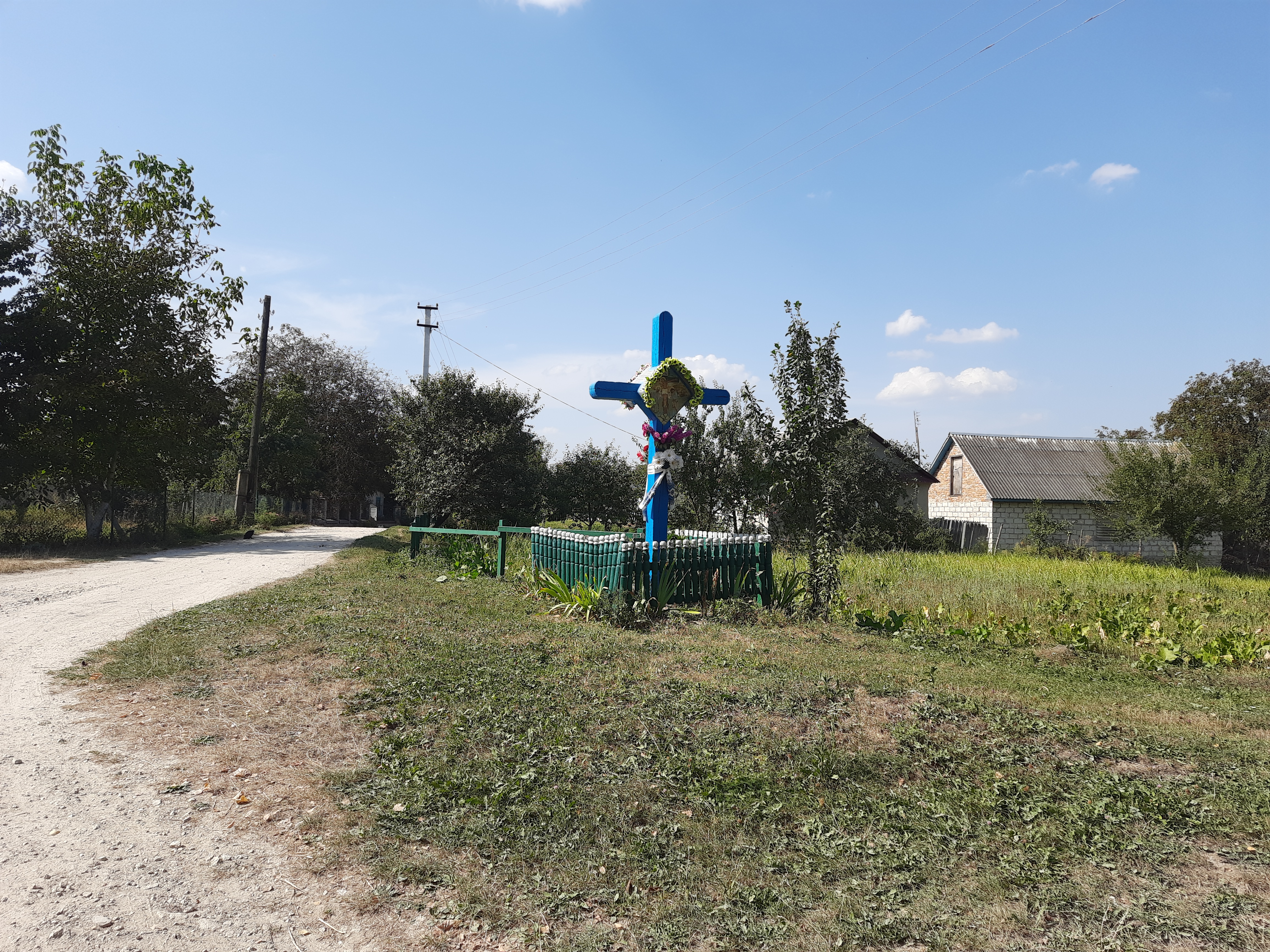
Пам'ятний хрест
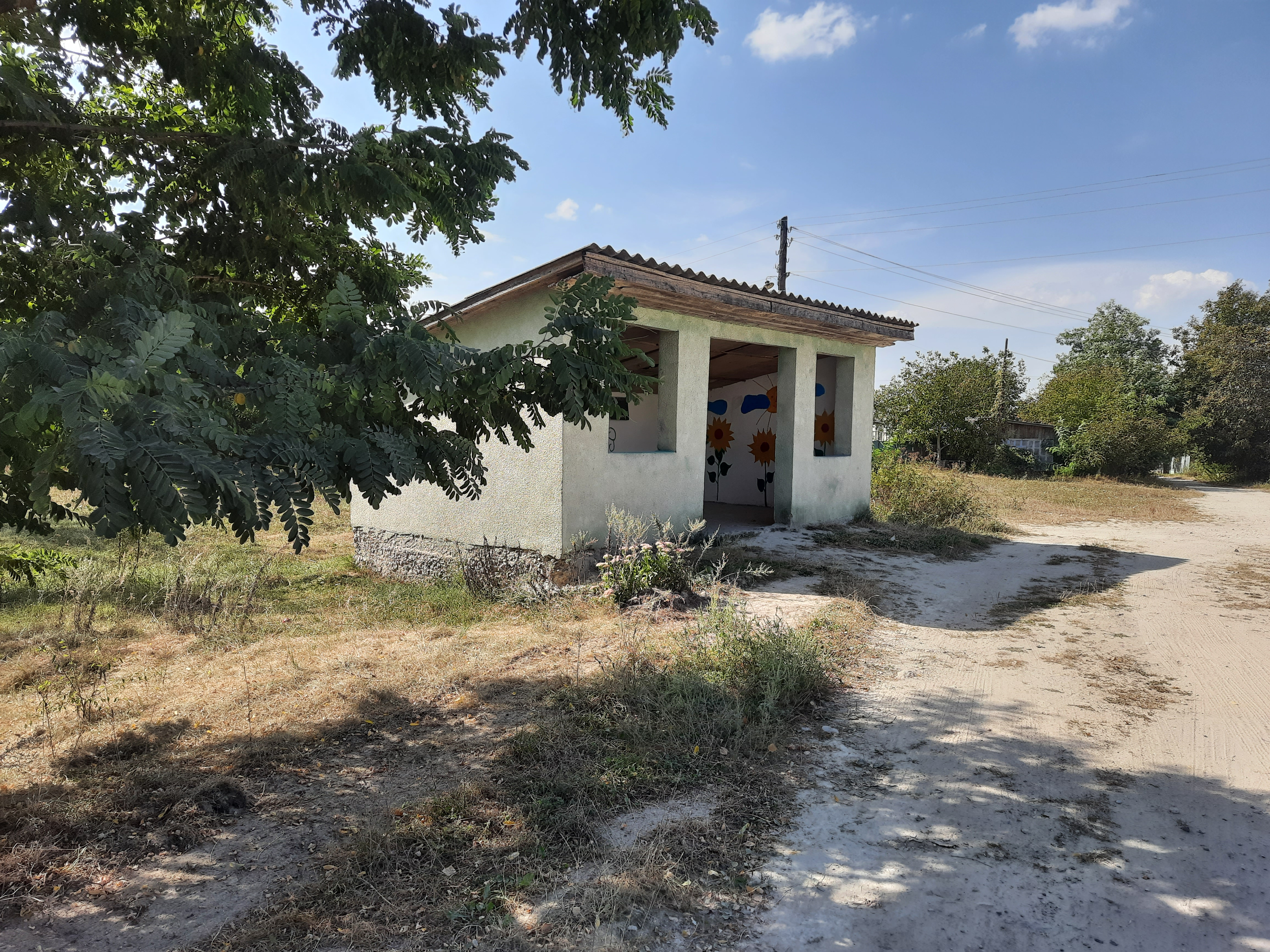
Автобусна зупинка
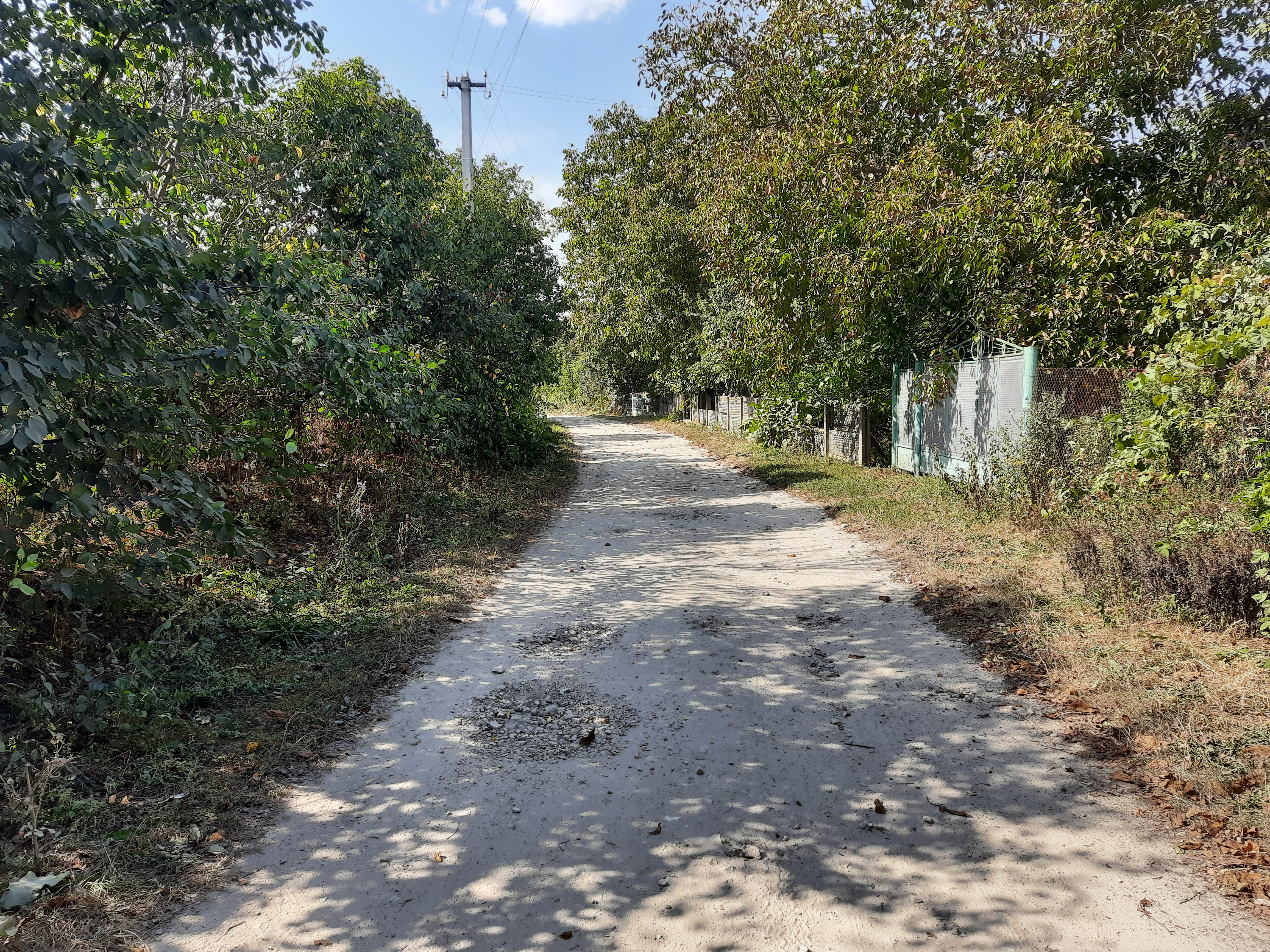
Сільський пейзаж